# Clinopodium arkansanum
Clinopodium arkansanum — вид квіткових рослин з родини глухокропивових (Lamiaceae).

## Біоморфологічна характеристика
Ця багаторічна рослина приблизно 15–23 см заввишки та іноді рясно розгалужена. Листя цеї рослини, коли його подрібнити, пахне м'ятою. Стебла від світло-зеленого до червонувато-пурпурового забарвлення, 4-кутні та голі чи майже так; іноді з боків стебла є поздовжні центральні борозенки. Уздовж стебел розташовані пари розпростертих супротивних листків. Окремі листки мають довжину 1–2.5 см та діаметр приблизно 3 мм; вони мають лінійну чи лінійно-довгасту форму, цілі (гладкі) по краях і сидячі. Менші пари вторинних листків часто розвиваються з пазух попередніх листків, а іноді навіть менші третинні листки розвиваються з пазух вторинних листків. Нижня і верхня поверхні цих листків від жовтувато-зелених до середньо-зелених і голі; обидві поверхні також із прозорими залозами.
Поодинокі квітки розвиваються з пазух листків. Оскільки такі квіти можуть розвиватися з первинних, вторинних і навіть третинних листків, вони часто з'являються в кластерах (до 6 квіток на вузол). Кожна квітка приблизно 12 мм завдовжки, складається з блідо-лавандового (рідше білого) трубчастого віночка з 2 губами, від світло-зеленої до червонувато-пурпурової чашечки трубчастої форми з 5 зубцями, 4 тичинок із блідо-лавандовими пиляками та білими нитками. Віночок злегка стиснутий (сплюснутий), до губ розширюється; верхня губа складається з пари суміжних верхніх часток, які прямо-загнуті, тоді як нижня губа складається з 3 нижніх часток, які злегка опускаються і розходяться. Усі ці частки мають округлі краї. Зовнішня верхня поверхня віночка дрібно запушена. Дві тичинки злегка висуваються біля верхньої губи, а решта пара тичинок всередині. Цвітіння — з початку до кінця літа, триває 2–3 місяці. Потім квіти замінюють дрібними горішками (по 4 горішки на квітку). Ці горішки мають розмір до 1 мм упоперек, коричневі, з дрібними кісточками. 

## Поширення
Росте у південно-східній Канаді й східній частині США.
Середовища існування складаються з мезико-гравійних прерій, піщаних саван, вапнякових галявин, вапнякових скель, скелястих ділянок вздовж джерел, вологих піщаних рівнин.

## Використання
Цю рослину можна культивувати в сонячних альпінаріях.